# Diocese de Peterborough
A Diocese de Peterborough (Dioecesis Peterboroughensis) é uma diocese localizada na cidade de  Peterborough na província de Ontário, pertencente a Arquidiocese de Kingston no Canadá. Foi fundada em 1874 pelo Papa Pio IX. Inicialmente foi fundada como sendo Vicariato Apostólico do Norte do Canadá, em 1882 foi elevado à condição de diocese tendo seu nome alterado para Diocese de Peterborough. Com uma população católica de 62.000 habitantes, sendo 13,1% da população total, possui 40 paróquias com dados de 2018.

## História
Em 25 de janeiro de 1874 o Papa Pio IX cria o Vicariato Apostólico do Norte do Canadá a partir do território da então Diocese de Kingston. Em 1882 o vicariato é elevado à condição de diocese com o nome alterado para Diocese de Peterborough. Em 1904 a diocese perde território para a criação da Diocese de Sault Sainte Marie.

## Lista de bispos
A seguir uma lista de bispos desde a criação do vicariato em 1874, em 1904 é elevada à condição de diocese.
|                                                | Nome                           | Período                | Notas                                   |
| Bispos de Peterborough                         | Bispos de Peterborough         | Bispos de Peterborough | Bispos de Peterborough                  |
| ---------------------------------------------- | ------------------------------ | ---------------------- | --------------------------------------- |
| 13º                                            | Daniel Joseph Miehm            | 2017 - atual           |                                         |
| 12º                                            | William Terrence McGrattan     | 2014 - 2017            | Nomeado Bispo de Calgary                |
| 11º                                            | Nicola De Angelis, C.F.I.C.    | 2002 - 2014            |                                         |
| 10º                                            | James Leonard Doyle            | 1976 - 2002            |                                         |
| 9º                                             | Francis Anthony Marrocco       | 1968 - 1975            | Faleceu no cargo                        |
| 8º                                             | Benjamin Ibberson Webster      | 1954 - 1968            |                                         |
| 7º                                             | Joseph Gerald Berry            | 1945 - 1953            | Nomeado Arcebispo de Halifax            |
| 6º                                             | John Roderick MacDonald        | 1943 - 1945            |                                         |
| 5º                                             | Dennis P. O'Connor             | 1930 - 1942            | Faleceu no cargo                        |
| 4º                                             | Richard Michael Joseph O'Brien | 1913 - 1929            | Nomeado Arcebispo coadjutor de Kingston |
| 3º                                             | Richard Alphonsus O'Connor     | 1889 - 1913            | Faleceu no cargo                        |
| 2º                                             | Thomas Joseph Dowling          | 1886 - 1989            | Nomeado Bispo de Hamilton               |
| 1º                                             | Jean-François Jamot            | 1882 - 1886            | Faleceu no cargo                        |
| Vigário Vigários Apostólico do Norte do Canadá |                                |                        |                                         |
| 1º                                             | Jean-François Jamot            | 1874 - 1882            | Nomeado bispo dessa diocese             |